# Pedilophorus subcanus
Pedilophorus subcanus is een keversoort uit de familie pilkevers (Byrrhidae). De wetenschappelijke naam van de soort is voor het eerst geldig gepubliceerd in 1878 door Le Conte, J L.